# وستون (إلينوي)
وستون (بالإنجليزية: Weston, DuPage County)‏ هي مدينة أشباح تقع في الولايات المتحدة في إلينوي.